# Angelica Bridges
Angelica Bridges (Harrisonville, 20 novembre 1970) è un'attrice, modella e cantante statunitense.
È la cantante del gruppo pop Strawberry Blonde ed è ex moglie del giocatore di hockey Sheldon Souray, col quale ha messo al mondo due figlie.

## Filmografia

### Cinema
- Mystery Men (1999)
- Posljednja volja (2001)

### Televisione
- Il tempo della nostra vita – soap opera (1995)
- Mortal Kombat: Conquest – serie TV, episodi 1x04-1x17-1x22 (1998-1999)
- Baywatch – serie TV (1997-1998)
- Conan l'avventuriero (Conan the Adventurer) – serie TV, episodio 1x14 (1998)
- Baywatch - Matrimonio alle Hawaii – film TV (2003)
- Beautiful – soap opera (2005)
- Veronica Mars – serie TV (2006)
- Tutto per la mia famiglia (Your Family or Your Life), regia di Tom Shell – film TV (2019)